# Pyriatyn (huyện)
Huyện Pyriatyn (tiếng Ukraina: Пирятинський район, chuyển tự: Pyriatyns’kyi raion) là một huyện của tỉnh Poltava thuộc Ukraina. Huyện Pyriatyn có diện tích 863 km², dân số theo điều tra dân số ngày 5 tháng 12 năm 2001 là 36467 người với mật độ 42 người/km2. Trung tâm huyện nằm ở Pyriatyn.